# Contea di St. Lucie
La contea di St. Lucie (in inglese St. Lucie County) è una contea della Florida, negli Stati Uniti. Il suo capoluogo amministrativo è Fort Pierce e fa parte dell'Area Statistica Metropolitana di Port St. Lucie-Fort Pierce.

## Geografia fisica
La contea ha un'area di 1.782 km² dei quali 299 sono coperti d'acqua, per la maggior parte dall'Oceano Atlantico. Confina con le seguenti contee:
- Contea di Indian River - nord
- Contea di Martin - sud
- Contea di Okeechobee - ovest

## Storia
La Contea di St. Lucie fu creata nel 1844 e fu nominata così in memoria di Santa Lucia da Siracusa, una santa cattolica nata in Sicilia ed uccisa in quanto cristiana nel 304.

## Città principali
- Fort Pierce
- Port St. Lucie
- St. Lucie Village

## Politica
| Anno | Repubblicani | Democratici | Altri |
| ---- | ------------ | ----------- | ----- |
| 2004 | 47,6%        | 51,8%       | 0,6%  |
| 2000 | 44,5%        | 53,3%       | 2,2%  |
| 1996 | 39,1%        | 48,9%       | 20%   |
| 1992 | 35,8%        | 35%         | 29,2% |
| 1988 | 64,5%        | 34,8%       | 0,7%  |